# Unabhängigkeitserklärung der Vereinigten Staaten

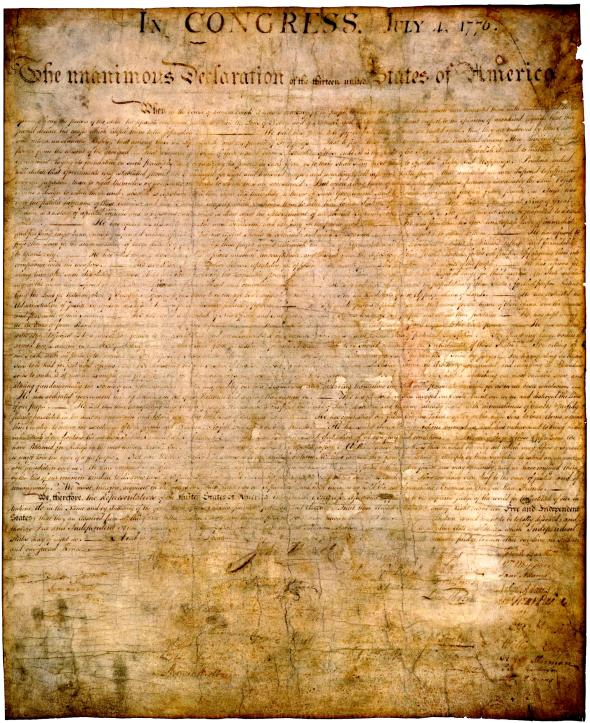
Originalurkunde der Unabhängigkeitserklärung (Juli 1776)

In der Unabhängigkeitserklärung der Vereinigten Staaten (englisch Declaration of Independence; offiziell: The unanimous Declaration of the thirteen united States of America ‚Die einstimmige Erklärung der dreizehn vereinigten Staaten von Amerika‘) proklamierten dreizehn britische Kolonien in Nordamerika am 4. Juli 1776 ihre Loslösung von Großbritannien und ihr Recht, einen eigenen souveränen Staatenbund zu bilden. Der größtenteils von Thomas Jefferson verfasste und vom Zweiten Kontinentalkongress verabschiedete Text stellt die Gründungsurkunde der Vereinigten Staaten dar und ist eines der wirkungsmächtigsten Dokumente der demokratischen Staatsphilosophie.

## Entstehung

### Vorgeschichte
Im Siebenjährigen Krieg (1754 bis 1763) hatten die 13 britischen Kolonien in Nordamerika ihre eigenen Interessen und die des Mutterlandes noch gegen die kolonialen Ambitionen Frankreichs verteidigt. Nach dem Friedensschluss 1763 versuchte die britische Regierung, die Kriegskosten zum Teil durch die Erhöhung von Steuern und Abgaben in den Kolonien wieder hereinzuholen. Die daraus entstandenen Spannungen verschärften sich im Laufe der Jahre und führten zu demonstrativen Protestaktionen der Kolonisten wie z. B. der Boston Tea Party (1773). Das britische Parlament reagierte 1774 darauf mit weiteren, restriktiven Maßnahmen, den Coercive Acts (von den Kolonisten auch Intolerable Acts genannt).
Im Kern drehte sich der Streit um die Frage, ob die Krone das Recht habe, in den Kolonien Steuern zu erheben, ohne dass deren Einwohner im Londoner Unterhaus vertreten waren. Die Parole der Kolonisten lautete „No taxation without representation“, also: Keine Besteuerung ohne Vertretung im Parlament. Sie beriefen sich dabei auf Verfassungsprinzipien, die sich im 17. Jahrhundert im Bürgerkrieg zwischen dem Unterhaus und dem Stuart-Königtum herausgebildet hatten, später vom Philosophen John Locke theoretisch begründet und im 18. Jahrhundert unter den Anhängern der Aufklärung zum Allgemeingut geworden waren. Auch deshalb fanden die Gedanken der Unabhängigkeit und der Menschenrechte, wie sie vor allem Thomas Paine in seiner Schrift Common Sense dargestellt hatte, umso mehr Anhänger, je repressiver das Mutterland auf Forderungen der Kolonisten reagierte.

### Die Trennung von Großbritannien

Die Unabhängigkeitserklärung wird dem Kontinentalkongress vorgelegt. Gemälde von John Trumbull (um 1816)

Um ihren Forderungen gegenüber dem Mutterland durch ein gemeinsames Vorgehen mehr Nachdruck zu verleihen, entsandten die Kolonien im Jahr 1774 ihre Delegierten zum Ersten Kontinentalkongress. Die Versammlung strebte einerseits eine friedliche Beilegung der Streitigkeiten an und appellierte an das britische Parlament, die Regierung und die Krone, um zu einer Kompromisslösung zu gelangen. Andererseits beschloss der Kongress einen Boykott britischer Waren.
Am 19. April 1775 kam es in Massachusetts zu ersten gewaltsamen Zusammenstößen zwischen Kolonisten und britischen Truppen. Mit den Gefechten von Lexington und Concord begann der Amerikanische Unabhängigkeitskrieg. In der Folge entschieden sich die im Zweiten Kontinentalkongress versammelten Vertreter von 12 der 13 Kolonien für die Trennung vom Mutterland. Die Deputierten aus New York enthielten sich. Die Proklamation der Unabhängigkeit erfolgte bereits am 2. Juli 1776, indem der Kontinentalkongress einer Resolution des Abgeordneten Richard Henry Lee aus Virginia seine Zustimmung erteilte.
Die heute bekannte Declaration of Independence war eine zwei Tage später verabschiedete Erläuterung dieses Beschlusses und diente der moralischen und rechtlichen Legitimation für den Abfall von der britischen Krone und den Unabhängigkeitskrieg. Sie war von einem Vorbereitungskomitee entworfen worden, das aus Thomas Jefferson (Virginia), John Adams (Massachusetts), Benjamin Franklin (Pennsylvania), Robert R. Livingston (New York) und Roger Sherman (Connecticut) bestand. Ihr maßgeblicher Autor war Jefferson. Die übrigen Komiteemitglieder berieten ihn, nahmen jedoch keine oder nur kleinere, redaktionelle Änderungen vor.
Der Kontinentalkongress diskutierte den Entwurf und strich die von Thomas Jefferson vorgeschlagene Verurteilung der Sklaverei aus dem Dokument, da es die Zustimmung der Bürger aus den sklavenhaltenden Kolonien finden sollte. Am 4. Juli 1776 nahmen die im Kongress versammelten Vertreter der dreizehn Gründerstaaten der USA die Erklärung an. Als Independence Day ist der 4. Juli bis heute der Nationalfeiertag der USA.

### Geistesgeschichtlicher Hintergrund

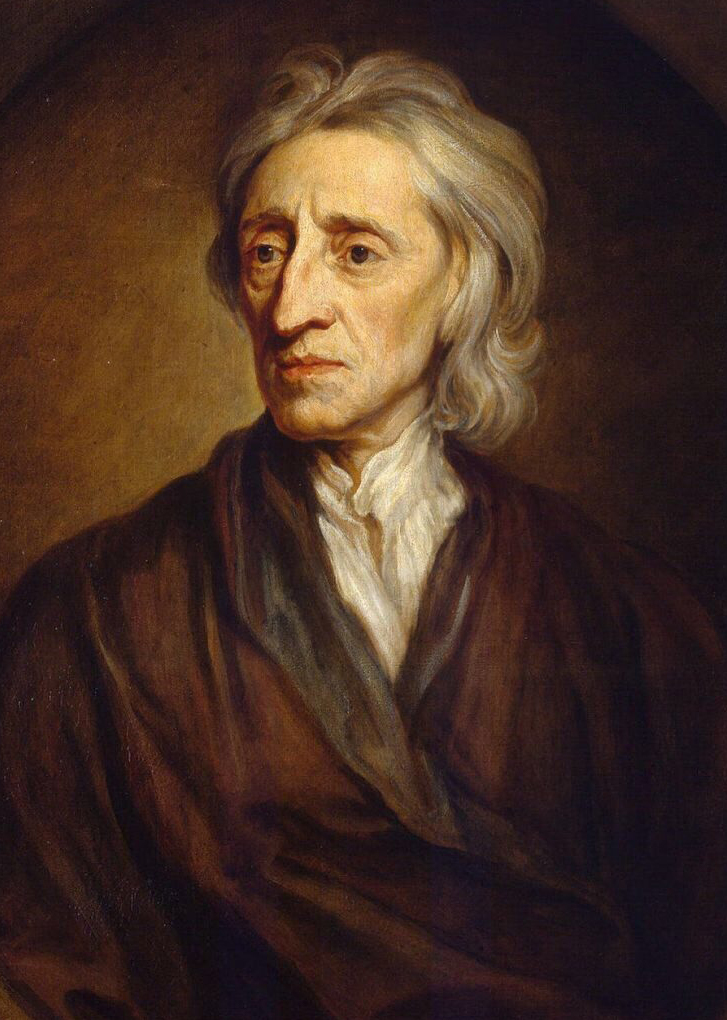
Der Philosoph John Locke übte starken Einfluss auf die Ideen der amerikanischen Unabhängigkeitsbewegung aus.

Der Erfolg der amerikanischen Revolution beruhte nicht zuletzt darauf, dass sich die große Mehrheit der Eliten und der politisch interessierten Öffentlichkeit in den 13 Kolonien zwischen etwa 1760 und 1790 den liberalen Staatstheorien John Miltons, John Lockes, James Harringtons und Algernon Sidneys zuneigte, die ihr durch die Partei der radikalen Whigs vermittelt worden waren. Den Grund dafür sieht der Historiker Robert Middlekauff auch in den geistig-religiösen Überzeugungen der Siedler. Diese ließen ihnen Paines Schrift überzeugend erscheinen, welche die monarchische Staatsform unter Hinweis auf das Alte Testament als Werk des Teufels strikt ablehnte.
Viele Kolonisten, welche die Unabhängigkeit von Großbritannien erkämpften, hatten in jungen Jahren ab etwa 1740 die erste Große Erweckungsbewegung miterlebt. Die Prediger dieses geistlichen und geistigen Aufbruchs – z. B. Jonathan Edwards, George Whitefield und andere – hatten ihnen erstmals ein Zusammengehörigkeitsgefühl vermittelt, das ethnische, soziale und konfessionelle Grenzen überwand. Zudem standen die Amerikaner in einer demokratischen Tradition, die bis zur Gründung der ersten Kolonien zurückreichte und sich beispielsweise im Mayflower-Vertrag der Pilgerväter in der Massachusetts Bay Colony niedergeschlagen hat. Die Kirchengemeinden der Dissenters, zu denen die Mehrheit der Siedler gehörten, wurden repräsentativ-demokratisch geleitet. Middlekauff nennt die Revolutionsgeneration „die Kinder der Wiedergeborenen“. Ihre religiösen Überzeugungen seien aufs Ganze gesehen nicht mehr so intensiv gewesen wie die ihrer puritanischen Vorfahren im 17. Jahrhundert, aber „der Zweck des Lebens war immer noch die Verherrlichung Gottes“.
Dieser religiösen Grundüberzeugung entsprechend, begründete die Unabhängigkeitserklärung die allgemeinen Menschenrechte theologisch aus dem biblischen Schöpfungsglauben: „Alle Menschen sind gleich geschaffen“ und „der Schöpfer hat ihnen bestimmte unveräußerliche Rechte verliehen“, zu denen „Leben, Freiheit und das Streben nach Glück gehören“. Die Menschenrechte sind theonomes, d. h. Gottesrecht betreffendes Gedankengut. Diese religiöse Position wird auch im dritten Teil der Erklärung deutlich, in dem die Unterzeichner „den höchsten Richter“ [Gott] anrufen, um die Redlichkeit ihrer Gesinnung zu bekräftigen.
Eine naturrechtliche Begründung der Menschen- und Bürgerrechte hatte nur wenige Wochen vor der Verabschiedung der Unabhängigkeitserklärung, am 12. Juni 1776, der Konvent von Virginia in der Virginia Declaration of Rights aufgestellt: “All men are by nature equally free and independent, and have certain inherent rights.” (deutsch: „Alle Menschen sind von Natur aus gleich frei und unabhängig und haben bestimmte ihnen innewohnende Rechte.“) Dass die Menschenrechte sowohl theologisch als auch naturrechtlich begründet werden konnten, war damals kein Widerspruch. So sprach die Unabhängigkeitserklärung selbst davon, dass das Volk der Vereinigten Staaten nun den Rang einzunehmen gedächte, zu dem „die Gesetze der Natur und des Gottes der Natur“ es berechtigten. Auch für die protestantischen Naturrechtsphilosophen Hugo Grotius, John Locke und Samuel Pufendorf, deren Schriften in den Kolonien großen Anklang gefunden hatten, waren das Naturrecht und die biblische Offenbarung identisch, da beide auf Gott als den gemeinsamen Urheber zurückgingen. Dadurch wurde das seinem Wesen nach inhaltlich unbestimmte Naturrecht durch die ethischen Normen der Bibel, wie sie besonders im Dekalog (Exodus 20 ) und in Jesu Liebesgebot (Matthäus 5,44 ) zum Ausdruck kommen, inhaltlich festgelegt.
Locke leitete die Gleichheit der Menschen aus der biblischen Schöpfungsgeschichte ab, genauer: aus dem Buch Genesis 1,26 ff.  als der Basis der theologischen Lehre von der Gottebenbildlichkeit. Aus dem so gewonnenen Gleichheitsprinzip folgten für ihn einerseits die Freiheits- und Teilhaberechte des Einzelnen und andererseits der Grundsatz, dass eine Regierung nur mit Zustimmung der Regierten Macht ausüben darf. Dies ist ein zentraler Gedanke der Unabhängigkeitserklärung, da er das Recht der Kolonisten begründet, sich von der britischen Monarchie zu lösen und ihr politisches Leben selbst in die Hand zu nehmen. Die meisten Amerikaner der Revolutionsgeneration waren wie Locke davon überzeugt, dass die Natur, der gesamte Kosmos, von Gott geschaffene Wirklichkeit sei, die von seiner Vorsehung (Providence) durchwaltet werde. Sie verstanden sich – allen voran George Washington – als Werkzeuge in der Hand der Vorsehung, die durch sie die Unabhängigkeit, die „Glorreiche Sache“ bewirkte, zum Wohl nicht nur des eigenen Volkes, sondern der ganzen Menschheit.

## Inhalt

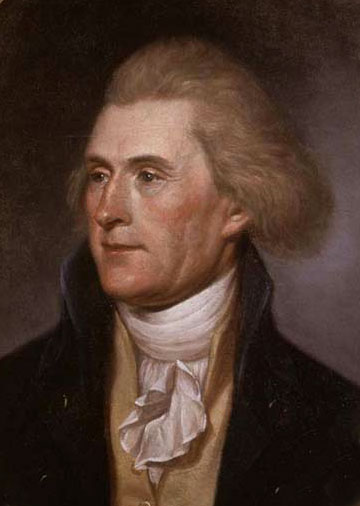
Thomas Jefferson war der maßgebliche Autor der Unabhängigkeitserklärung.

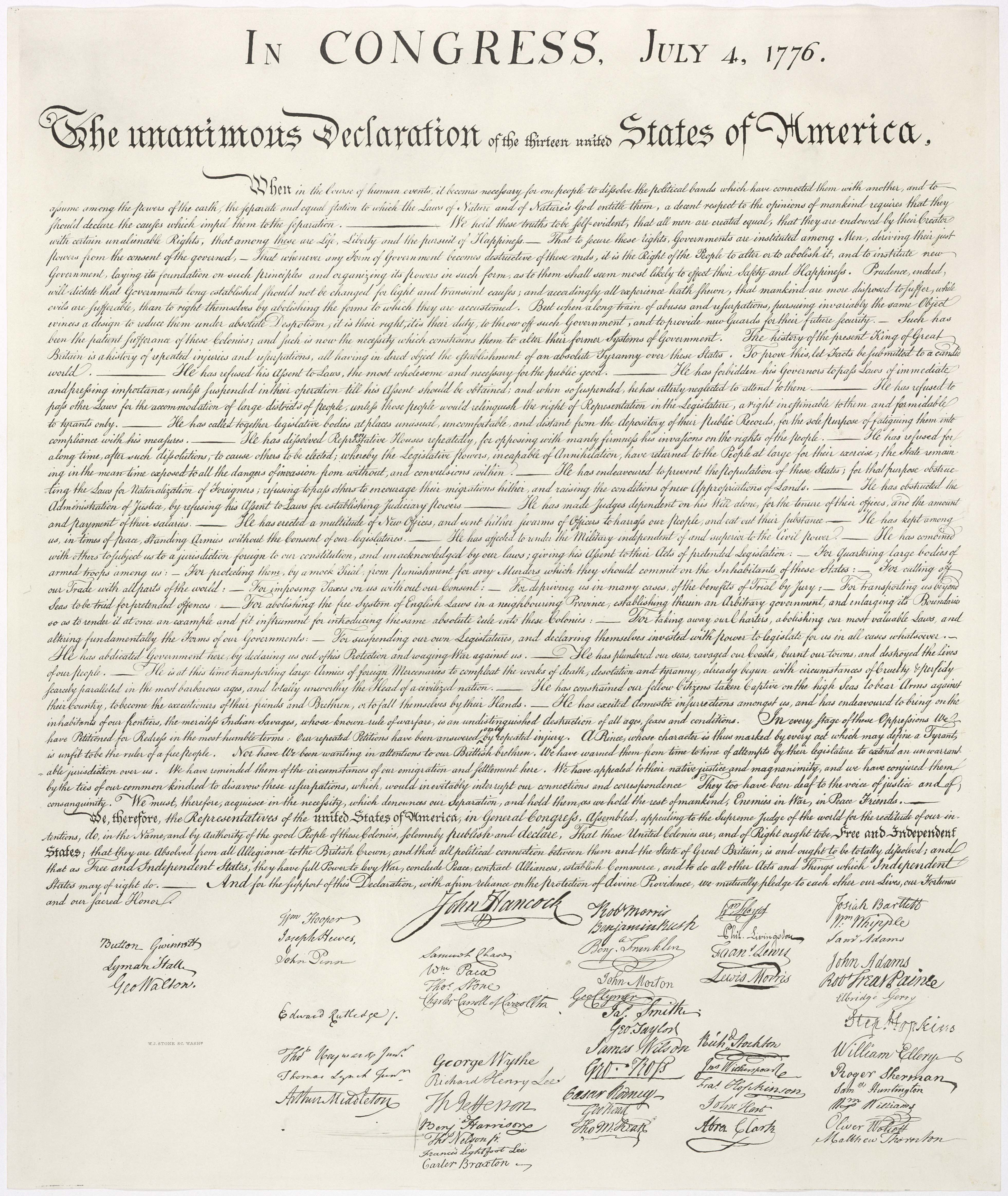
Nachdruck der Unabhängigkeitserklärung aus dem Jahr 1823

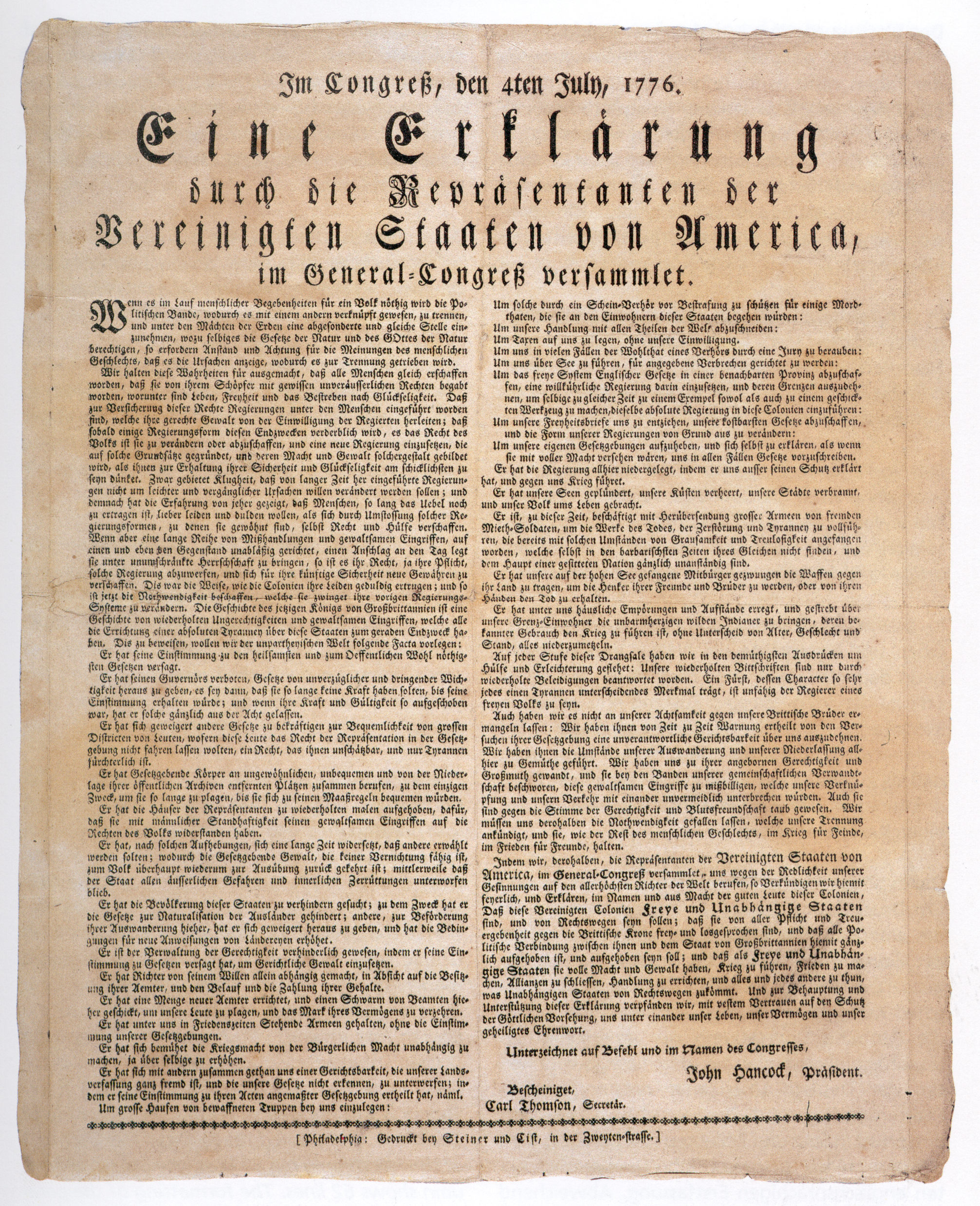
Druck in deutscher Sprache aus dem Jahr 1776

Die Unabhängigkeitserklärung besteht aus drei Teilen, die eine logische Argumentationskette bilden. In der Präambel – dem ersten und bekanntesten Abschnitt – klärt sie, inspiriert von der Philosophie John Lockes und auf der Grundlage des Naturrechts, welche unveräußerlichen Menschenrechte das Individuum besitzt und wann ein Volk das Recht hat, eine alte durch eine neue Regierungsform zu ersetzen. Im zweiten Teil führt der Text konkrete Handlungen der britischen Krone an, mit denen diese die natürlichen Rechte der Kolonisten dauerhaft und schwerwiegend verletzt und durch die sie ihren Anspruch auf deren weiteren Gehorsam verwirkt habe. Der dritte Teil Die Schlusserklärung besteht aus der Schlussfolgerung, dass die Loslösung vom britischen Mutterland notwendig und vom Naturrecht legitimiert sei und die 13 Kolonien fortan das Recht beanspruchten, als unabhängige und souveräne Staaten zu handeln.

### Präambel
Bis heute wirkmächtig ist die naturrechtliche Begründung in der Präambel, die auf eine kurze Einleitung folgt:

“We hold these truths to be self-evident, that all men are created equal, that they are endowed by their Creator with certain unalienable Rights, that among these are Life, Liberty and the pursuit of Happiness. — That to secure these rights, Governments are instituted among Men, deriving their just powers from the consent of the governed, — That whenever any Form of Government becomes destructive of these ends, it is the Right of the People to alter or to abolish it, and to institute new Government, laying its foundation on such principles and organizing its powers in such form, as to them shall seem most likely to effect their Safety and Happiness. Prudence, indeed, will dictate that Governments long established should not be changed for light and transient causes; and accordingly all experience hath shewn that mankind are more disposed to suffer, while evils are sufferable than to right themselves by abolishing the forms to which they are accustomed. But when a long train of abuses and usurpations, pursuing invariably the same Object evinces a design to reduce them under absolute Despotism, it is their right, it is their duty, to throw off such Government, and to provide new Guards for their future security.”

Die erste deutsche Übersetzung der Unabhängigkeitserklärung veröffentlichte einen Tag nach ihrer Verabschiedung die deutschsprachige Zeitung Pennsylvanischer Staatsbote in Philadelphia. Sie gab diesen Abschnitt folgendermaßen wieder:

„Wir halten diese Wahrheiten für ausgemacht, daß alle Menschen gleich erschaffen worden, daß sie von ihrem Schöpfer mit gewissen unveräußerlichen Rechten begabt worden, worunter sind Leben, Freyheit und das Bestreben nach Glückseligkeit. Daß zur Versicherung dieser Rechte Regierungen unter den Menschen eingeführt worden sind, welche ihre gerechte Gewalt von der Einwilligung der Regierten herleiten; daß sobald einige Regierungsform diesen Endzwecken verderblich wird, es das Recht des Volks ist, sie zu verändern oder abzuschaffen, und eine neue Regierung einzusetzen, die auf solche Grundsätze gegründet, und deren Macht und Gewalt solchergestalt gebildet wird, als ihnen zur Erhaltung ihrer Sicherheit und Glückseligkeit am schicklichsten zu seyn dünket. Zwar gebietet Klugheit, daß von langer Zeit her eingeführte Regierungen nicht um leichter und vergänglicher Ursachen willen verändert werden sollen; und demnach hat die Erfahrung von jeher gezeigt, daß Menschen, so lang das Uebel noch zu ertragen ist, lieber leiden und dulden wollen, als sich durch Umstossung solcher Regierungsformen, zu denen sie gewöhnt sind, selbst Recht und Hülfe verschaffen. Wenn aber eine lange Reihe von Mißhandlungen und gewaltsamen Eingriffen, auf einen und eben den Gegenstand unabläßig gerichtet, einen Anschlag an den Tag legt sie unter unumschränkte Herrschaft zu bringen, so ist es ihr Recht, ja ihre Pflicht, solche Regierung abzuwerfen, und sich für ihre künftige Sicherheit neue Gewähren zu verschaffen.“

In diesem Abschnitt werden erstmals in einem offiziellen Dokument allgemeine Menschenrechte postuliert, auch wenn sie in der späteren Verfassungspraxis zunächst nur frei geborenen, weißen Männern in vollem Umfang zugestanden wurden, nicht aber Frauen, Sklaven und freien Schwarzen. Ausgehend von diesem naturrechtlichen Rahmen stellt sie eine Vertragstheorie über die Legitimität von Regierungen auf und beschreibt zudem ein Widerstandsrecht gegen ungerechte Regierungen. Diese Grundannahmen gelten bis heute als maßgebend für den politischen Liberalismus.

### Anklagen gegen die britische Krone
Auf die Präambel folgt eine detaillierte, nicht in „allen Einzelheiten korrekte“, Auflistung von Missbräuchen und Rechtsbrüchen, die der König von England nach Ansicht der Revolutionäre gegen die Bevölkerung der 13 Kolonien begangen hatte. Nach den wichtigsten Klagepunkten habe der König
- sich geweigert, notwendigen Gesetzen seine Zustimmung zu erteilen,
- die Genehmigung solcher Gesetze vom Verzicht auf parlamentarische Rechte abhängig gemacht,
- die Arbeit der Kolonialparlamente behindert und diese wiederholt unrechtmäßig aufgelöst,
- die Einwanderung in die Kolonien behindert,
- die Rechtsprechung behindert und korrumpiert,
- die Bürokratie vergrößert,
- ohne gesetzliche Grundlage stehende Heere in Friedenszeiten unterhalten,
- ungesetzlich die Einquartierungen von Truppen befohlen,
- den Handel behindert,
- einen Krieg gegen die eigene Bevölkerung in den Kolonien begonnen (wörtlich: „unsere Seen geplündert, unsere Küsten verheert, unsere Städte verbrannt, und unser Volk ums Leben gebracht“),
- ausländische Söldner ins Land gebracht, um „die Werke des Todes, der Zerstörung und Tyranney zu vollführen, die bereits mit solchen Umständen von Grausamkeit und Treulosigkeit angefangen worden, welche selbst in den barbarischen Zeiten ihres Gleichen nicht finden, und dem Haupt einer gesitteten Nation gänzlich unanständig sind“,
- und schließlich danach „gestrebt über unsere Grenz-Einwohner die unbarmherzigen wilden Indianer zu bringen, deren bekannter Gebrauch den Krieg zu führen ist, ohne Unterschied von Alter, Geschlecht und Stand, alles niederzumetzeln“.

Anschließend erklären die Verfasser, dass die Vertreter der Kolonien den König und das englische Volk immer wieder vor diesen Missbräuchen gewarnt und um ihre Abstellung gebeten hätten. Da man aber damit keinen Erfolg gehabt habe, sei es nun das Recht der Kolonien, ihre staatlichen Bindungen an das Mutterland zu lösen.

### Schlusserklärung

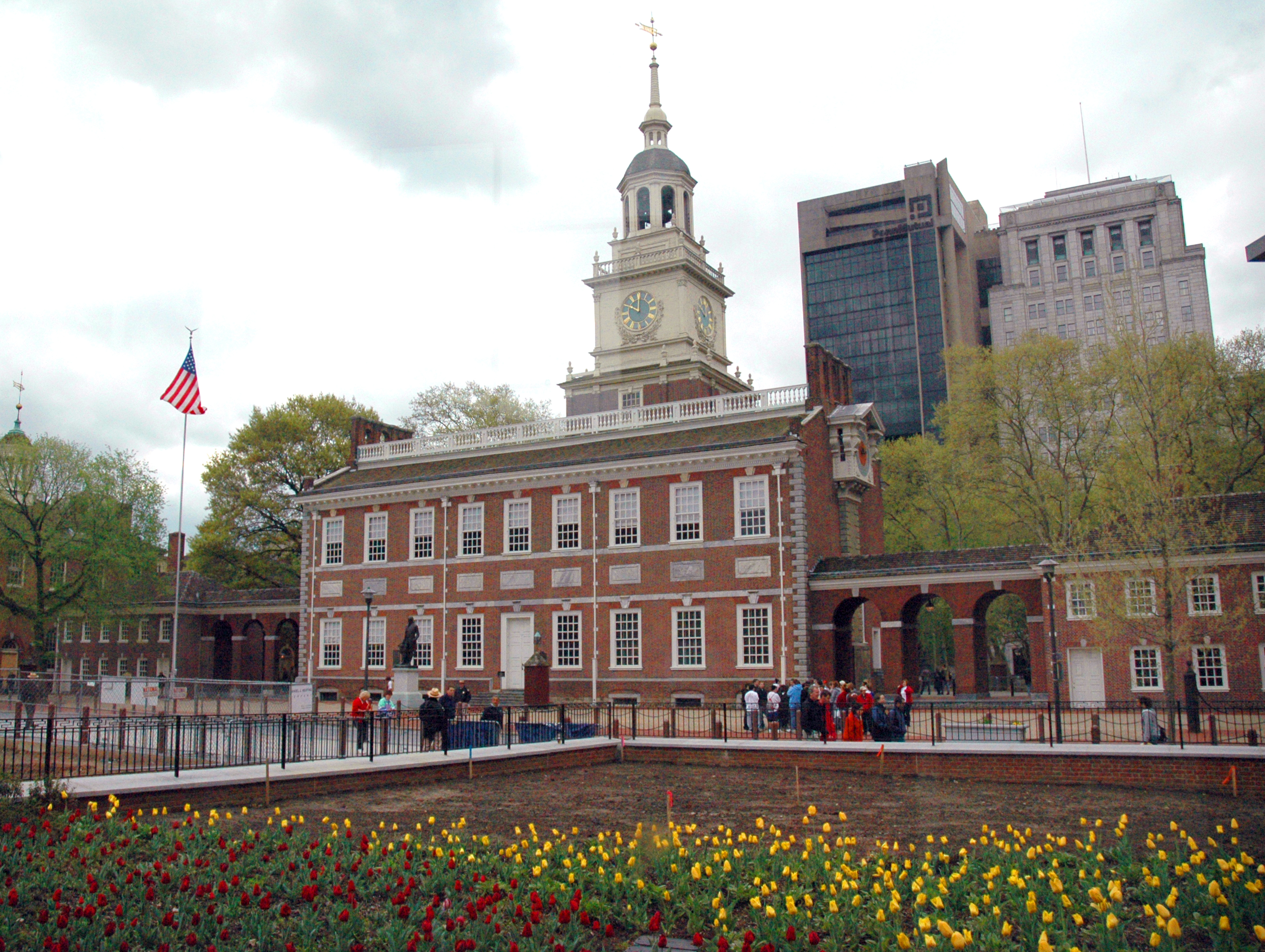
Das Pennsylvania State House (Independence Hall in Philadelphia), Ort der Versammlung des Zweiten Kontinentalkongresses und der Beratung und Verabschiedung der Unabhängigkeitserklärung

Die gesamte Argumentation der Urkunde mündet schließlich in der eigentlichen Unabhängigkeitserklärung. Sie wiederholt den Wortlaut der Resolution, die zwei Tage zuvor vom Kontinentalkongress verabschiedet worden war. In einem zeitgenössischen deutschsprachigen Druck des Dokuments lautet der entscheidende Passus:

„Indem wir, derohalben, die Repräsentanten der Vereinigten Staaten von Amerika, im General-Congress versammlet, uns wegen der Redlichkeit unserer Gesinnungen auf den allerhöchsten Richter der Welt berufen, so Verkündigen wir hiemit feyerlich, und Erklären, im Namen und aus Macht der guten Leute dieser Colonien, Daß diese Vereinigten Colonien Freye und Unabhängige Staaten sind, und von Rechtswegen seyn sollen; daß sie von aller Pflicht und Treuergebenheit gegen die Brittische Krone frey- und losgesprochen sind, und daß alle Politische Verbindung zwischen ihnen und dem Staat von Großbritannien hiemit gänzlich aufgehoben ist, und aufgehoben seyn soll; und daß als Freye und Unabhängige Staaten sie volle Macht und Gewalt haben, Krieg zu führen, Frieden zu machen, Allianzen zu schließen, Handlung zu errichten, und alles und jedes andere zu thun, was Unabhängigen Staaten von Rechtswegen zukömmt.“

## Veröffentlichung und Unterzeichnung
Die Verabschiedung am 4. Juli verlieh der Erklärung Rechtskraft. Sie wurde sofort in zahlreichen Drucken in Umlauf gebracht und öffentlich verlesen. Eine Urkunde über die Resolution des Kontinentalkongresses wurde jedoch erst Ende Juli ausgefertigt und am 2. August von den meisten Delegierten unterzeichnet. Dieses Dokument ist heute das bekannteste Exemplar der Unabhängigkeitserklärung und wird im Nationalarchiv der USA in Washington, D.C. aufbewahrt.
Im Namen der vormaligen Kolonien unterzeichneten die folgenden 56 Delegierten die Urkunde:
Für Connecticut:
- Roger Sherman
- Samuel Huntington
- William Williams
- Oliver Wolcott

Für Delaware:
- Caesar Rodney
- George Read
- Thomas McKean

Für Georgia:
- Button Gwinnett
- Lyman Hall
- George Walton

Für Maryland:
- Samuel Chase
- William Paca
- Thomas Stone
- Charles Carroll

Für Massachusetts:
- John Hancock
- Samuel Adams
- John Adams
- Robert Treat Paine
- Elbridge Gerry

Für New Hampshire:
- Josiah Bartlett
- William Whipple
- Matthew Thornton

Für New Jersey:
- Richard Stockton
- John Witherspoon
- Francis Hopkinson
- John Hart
- Abraham Clark

Für New York:
- William Floyd
- Philip Livingston
- Francis Lewis
- Lewis Morris

Für North Carolina:
- William Hooper
- Joseph Hewes
- John Penn

Für Pennsylvania:
- Robert Morris
- Benjamin Rush
- Benjamin Franklin
- John Morton
- George Clymer
- James Smith
- George Taylor
- James Wilson
- George Ross

Für Rhode Island:
- Stephen Hopkins
- William Ellery

Für South Carolina:
- Edward Rutledge
- Thomas Heyward, Jr.
- Thomas Lynch, Jr.
- Arthur Middleton

Für Virginia:
- George Wythe
- Richard Henry Lee
- Thomas Jefferson
- Benjamin Harrison
- Thomas Nelson, Jr.
- Francis Lightfoot Lee
- Carter Braxton